# Lindsey Harding
Lindsey Marcie Harding (ur. 12 czerwca 1984 w Mobile) – amerykańska koszykarka występująca na pozycji rozgrywającej, posiadająca także białoruskie obywatelstwo, obecnie skaut zespołu NBA – Philadelphia 76ers.

## Osiągnięcia
Na podstawie, o ile nie zaznaczono inaczej.

### NCAA
- Wicemistrzyni NCAA (2006)
- Uczestniczka rozgrywek:
  - NCAA Final Four (2003)
  - Elite 8 turnieju NCAA (2004)
  - Sweet 16 turnieju NCAA (2007)
- 4-krotna mistrzyni sezonu regularnego konferencji Atlantic Coast (ACC – 2003, 2004, 2007)
- Koszykarka Roku:
  - NCAA:
    - im. Naismitha (2007)[4]
    - według ESPN.com (2007)

  - Konferencji Atlantic Coast (2007)
- Laureatka nagród:
  - Frances Pomeroy Naismith Award (2007)
  - Nancy Lieberman Award (2007)
  - Sportsmenka roku konferencji ACC (2007)
  - Defensywna zawodniczka roku:
    - NCAA (2007 według WBCA)[5]
    - Konferencji ACC (2006, 2007)

  - Ofensywna Zawodniczka Roku Duke (2007)
  - Duke Practice Player of the Year(2007)
  - Duke Heart and Hustle Award (2007)
- MVP Duke Classic (2006)
- Zaliczona do:
  - I składu:
    - ACC (2007)
    - All-ACC Freshman (2003)
    - All-American (2007 przez USBWA, kapitułę Johna R. Woodena, Associated Press)
    - defensywnego ACC (2004, 2006, 2007)
    - turnieju ACC (2003)

  - Honorable Mention All-American (2006 przez Kodaka, Associated Press)
  - II składu ACC (2006)
  - III składu ACC (2004)
- Uczelnia Duke zastrzegła należący do niej numer 10

### WNBA
- Wicemistrzyni NBA (2011)
- Zaliczona do:
  - I składu debiutantek WNBA (2007)
  - II składu defensywnego NBA (2010)

### Inne drużynowe
- Mistrzyni:
  - Ligi Bałtyckiej (2010)
  - Litwy (2010)[6]
- Wicemistrzyni Turcji (2009, 2013)[7]
- Zdobywczyni pucharu Turcji (2013)
- Uczestniczka rozgrywek Euroligi (2009–2011, 2012/13, 2015/16)

### Inne indywidualne
- MVP ligi:
  - litewskiej (2010 według eurobasket.com)[6]
  - finałów Ligi Bałtyckiej (2010)
- Najlepsza:
  - zawodniczka ligi litewskiej, występująca na pozycji obronnej (2010 według eurobasket.com)[6]
  - zagraniczna zawodniczka roku ligi litewskiej (2010 według eurobasket.com)[6]
- Zaliczona przez eurobasket.com do:
  - I składu:
    - ligi:
      - tureckiej (2009)[7]
      - litewskiej (2010)[6]

    - zawodniczek zagranicznych ligi tureckiej (2009)[7]

  - składu Honorable Mention ligi tureckiej (2015)[8]
- Liderka ligi litewskiej w asystach (2010)[6]

### Reprezentacja
Kadra USA
- Mistrzyni turnieju UMMC Jekaterynburg International Invitational (2009)
- Wicemistrzyni turnieju Good Luck Beijing (2008)

Kadra Białorusi
- Uczestniczka:
  - igrzysk olimpijskich (2016 – 9. miejsce)
  - mistrzostw Europy (2015 – 4. miejsce)